# B-Sides
|  | Sammenskrivningsforslag Artiklerne Adam and the Ants, B-Sides er foreslået sammenskrevet. (Siden december 2020) Diskutér forslaget |

 Der er for få eller ingen kildehenvisninger i denne artikel, hvilket er et problem. Du kan hjælpe ved at angive troværdige kilder til de påstande, som fremføres i artiklen.

Engelsk gruppe dannet af Adam Ant og Lester Square i London tidligt 1976.

## Historie
Adam Ant og Lester Square var begge studerende på Hornsey Art College, da de dannede gruppen. Andy Warren kom til gruppen i juli 1976, efter han havde svaret på en annonce i Melody Maker. Efter øget irritation og frustration over ikke at kunne få nogle steder at spille, forlod Adam Ant gruppen for senere at danne Adam & the Ants.

## Gruppens medlemmer
- tidligt 1976-februar 1977:
  - Max – trommer
  - Bid – vokal
  - David Tampin – trommer
  - Lester Square – guitar
  - Andy Warren – bass/vokal
  - Adam Ant – guitar/vokal

## Diskografi

### Singler
Tekst mangler, hjælp os med at skrive teksten

### Albums
Tekst mangler, hjælp os med at skrive teksten

### Soundtracks
Tekst mangler, hjælp os med at skrive teksten

## Ekstern henvisning
- Litteratur
- Internet
  - adam-ant.net